# Планини в Сърбия
Сърбия е страна с преобладаващ планински релеф. Изключение правят областите Войводина, Мачва, Подунавие и Поморавие. Границите на страната с Босна и Херцеговина, Черна гора, Косово, Северна Македония и България са почти изцяло заети от планини.

## Физикогеографско деление
Във физикогеографски смисъл, планините в Сърбия се подразделят на:
1. Родопски планини
2. Карпатско-балкански планини
3. Динарски планини

Извън тази категоризация са т.нар. Островски планини – Фрушка гора в Срем и Вършачката планина в Банат, които по-скоро имат характер на възвишения.

### Родопски планини
Родопските планини в Сърбия обемат масивите по протежение на Българска и Велика Морава, т.е. по основното течение на Морава. Това са планините Дукат, Кочура, Мусул, Варденик, Чемерник, Руй, Селичевица, Сталачко бърдо, Буковик, Острозуб и Ресавска хума от дясната страна по течението на реката и Радан, Кукавица, Видоевица, Ястребац, Ухор, Цръни връх от Гледачките планини и Азанската планина (Азаня) по лявото течение на реката.

### Карпатско-балкански планини
Карпатско-балканските планини се намират изцяло в Източна Сърбия. Простират се от река Дунав на север до Запланско-лужнишката котловина и Руй планина на юг. На изток обхващат всички планини до и по границата с България, а на запад всички до Родопските планини по поречието на Морава.
Геоморфологичния състав на тези планини е различен, и те се получават в резултат на надигания през отделните тектонски периоди. Карпатско-балканските планини в Сърбия се поделят на Карпатски и Балкански.
Карпатски планини са Хомолие, Беланица, Кучево (Кучевска планина), Дели Йован и редица по-малки, които се намират между Дунава и Църна река (ляв приток на Тимок). Балканските планини са Рътан, Озрен, Девица, Суха планина и Стара планина.

### Динарски планини
Динарските планини обемат най-големия дял от планините в Сърбия. Те са концентрирани основно в западна Сърбия и района на Поибрието, като се поделят на 5 (пет) дяла. По геоморфолошки строеж, също както и Карпатско-балканските планини, са с различен произход. Динарски планини са:
1. Проклетийските планини които са на границата с Косово, като от тях на територията на Сърбия е Мокра гора.
2. Старовлашко-рашките планини (виж Стари Влах и Рашка) в областта Стари Влах и по поречието на река Рашка, които се простират от Дрина на запад до Ибър на изток, и от Детина и Сръбска Морава на север до границата с Черна гора на юг. Това са планините Звиезда, Тара, Златибор, Чемерно, Гилева (Гилева планина), Златар, Явор, Голия, Рогозна, Троглав, Елица, Любишня и Беласица – някои изцяло в Черна гора, но до сръбската ѝ част в Стара Рашка.
3. Копаонишките планини между Ибър и Морава, към които освен Копаоник спадат Желин, Гоч и Столова планина.
4. Шумадийските планини в Шумадия са разположени между Сава и Дунав от север и Сръбска Морава и Детина от юг, Колубара, Лиг и Дичина от запад и Велика Морава от изток. Шумадийски планини са Авала, Космай, Букуля, Венчац (Венчец), Рудник, Вуян (Веян), Котленик и Гледачките планини.
5. Рудно-флишните планини са разположени между Дрина на запад, Сава от север, Детина от юг и Колубара, Лиг и Дичина от изток. Поделят се на рудни и флишни планини. Рудни (от руда) са Гучево, Бараня, Ягодна, Соколска планина, Медведник, Ябланик, Повлен, Мален и Сувобор. Флишните са Цер, Завойска и Влашич.